# Andrzej Drętkiewicz
Andrzej Drętkiewicz (ur. 21 lipca 1955, zm. 30 września 2014 w Płocku) – polski inżynier, były prezydent Płocka i wojewoda płocki.

## Życiorys
Syn Henryka i Stanisławy. Ukończył studia w Instytucie Okrętowym Politechniki Szczecińskiej oraz ekonomię w Szkole Głównej Planowania i Statystyki. Na początku lat 80. został członkiem „Solidarności”. Pracował jako konstruktor w stoczni rzecznej, następnie w przedsiębiorstwie złotniczym.
W latach 1990–1995 sprawował urząd prezydenta Płocka. Później prowadził własną działalność gospodarczą. Od 1997 do 1998 z rekomendacji Akcji Wyborczej Solidarność zajmował stanowisko wojewody płockiego, ostatniego w historii tego województwa. Po reformie samorządowej do 2002 był członkiem zarządu spółki akcyjnej PKN Orlen.
Pośmiertnie w 2014 nadano mu Krzyż Kawalerski Orderu Odrodzenia Polski, a w 2015 – Odznakę Honorową za Zasługi dla Samorządu Terytorialnego. W 1994 odznaczony Wielkim Orderem Świętego Zygmunta.